# Canonstown
Canonstown är en by i Cornwall distrikt i Cornwall grevskap i England. Byn är belägen 3 km 
från Hayle. Orten har 580 invånare (2016).